# Ђулио Чиконе
Ђулио Чиконе (итал. Giulio Ciccone; Кјети, 20. децембар 1994) италијански је бициклиста који тренутно вози за  ворлд тур тим — Лидл—трек. Освојио је по једном Ђиро дел’Апенино, Трофео Лајгвеља, брдску класификацију на Ђиро д’Италији и Тур де Франсу и Класика де Сан Себастијан. На Ђиро д’Италији је остварио три етапне побједе.

## Каријера

### 2016—2018.
Током јуниорске каријере завршио је Ђиро ди Ломбардију за младе возаче на другом мјесту, изгубивши у спринту од Фауста Маснаде. Професионалну каријеру почео је 2016. у тиму Бардијани—ЦСФ, а исте године возио је своју прву гранд тур трку — Ђиро д’Италију. На десетој етапи је био у бијегу, одакле је Џорџ Прајдлер напао на 40 km до циља, а на претпоследњем успону достигли су га Чиконе, Дарвин Атапума, Стефано Пираци и Дамијано Кунего. Чиконе је напао на последњем успону, у последњих десет километара и побиједио је 42 секунде испред Ивана Ровног. Прије почетка етапе 19 напустио је трку због Гастроинтестиналних проблема.
Године 2017. возио је Ђиро д’Италију поново, Тур оф Аустрија трку је завршио на шестом мјесту у генералном пласману, али је накнадно помјерен на пето мјесто након што су побједнику Стефану Денифлу поништени резултати због допинга. На Тур оф Јута трци, напао је на 3 km до циља на претпоследњој, шестој етапи и побиједио је 25 секунди испред Симонеа Стербинија. У генералном пласману завршио је на шестом мјесту, преко два минута иза Роба Бритона. У финишу сезоне је возио класике у Италији, завршивши Тре вали Варезине на 18, а Ђиро ди Ломбардију на 49 мјесту.
Током 2018. Сетимана интернационале ди Копи е Бартали трку завршио је на десетом мјесту у генералном пласману, а крајем априла возио је Ђиро дел’Апенино класик, гдје је напао заједно са Мауром Антунесом и Маснадом; дошли су заједно на циљ, преко два минута испред групе, а у спринту је побиједио Чиконе, освојивши прву трку у каријери. YУ мају је возио Ђиро д’Италију, гдје је био у бијегу на претпоследњој, етапи 20, али је отпао на последњем успону и завршио је на четвртом мјесту, преко три минута иза Микела Ниевеа. У генералном пласману завршио је на 40 мјесту, као и на другом мјесту у брдској класификацији, 17 поена иза Криса Фрума. У јуну је возио Адријатика Јоника трку, гдје је трећу етапу завршио на другом мјесту, 37 секунди иза Ивана Сосе и трку је завршио на другом мјесту у генералном пласману, 41 секунду иза Сосе. У септембру је возио трку Около Словенска, гдје је био у бијегу на неколико етапа и освојио је брдску класификацију. У финишу сезоне је возио класике у Италији, завршивши Тре вали Варезине на 13 мјесту, у групи која је дошла на циљ 13 секунди иза седмочлане групе коју је одспринтао Томс Скујинш. Ђиро дел’Емилију је завршио на 16, а Ђиро ди Ломбардију на 41 мјесту.

### 2019—2020.
Године 2019. прешао је у тим Трек—сегафредо, са којим је потписао двогодишњи уговор. Крајем фебруара возио је Тур ди От вар, гдје је побиједио на другој етапи у спринту испред Тиба Пиноа и Ромена Бардеа и преузео је лидерску мајицу. Последњу, трећу етапу, завршио је преко минут иза Пиноа и трку је завршио на осмом мјесту у генералном пласману, минут и 14 секунди иза Пиноа. У марту је возио Париз—Ницу, гдје је био у бијегу на четвртој етапи и завршио је на трећем мјесту, 13 секунди иза Магнуса Корт Нилсена. У генералном пласману завршио је на 37 мјесту, 30 минута иза Егана Бернала. У мају је возио Ђиро д’Италију, гдје је био у бијегу на етапи 16 и побиједио је испред Јана Хирта. Захваљујући одласцима у бијег на другим етапама, освојио је брдску класификацију 115 поена испред Маснаде, док је у генералном пласману завршио на 16 мјесту, 27 минута иза Ричарда Карапаза. У јулу је возио Тур де Франс по први пут. На шестој етапи, чији је циљ био на успону Ла Планш де Бел филс, био је у бијегу, али је отпао при врху последњег успона и завршио је на другом мјесту, 11 секунди иза Дилана Тунса, а захваљујући томе што је дошао минут и по испред групе, преузео је жуту мајицу шест секунди испред Алафилипа, као и бијелу мајицу за најбољег младог возача. Жуту мајицу носио је на двије етапе, након чега је осму етапу завршио у групи, 20 секунди иза Алафилипа и пао је на друго мјесто у генералном пласману. На десетој етапи, група се раздвојила усљед јаког вјетра, завршио је преко два минута иза прве групе и изгубио је бијелу мајицу. Завршио је на 31 мјесту у генералном пласману и на шестом мјесту у класификацији за најбољег младог возача. Током јула, продужио је уговор са тимом до краја сезоне 2021. Недељу дана послије Тур де Франса возио је Класик Сан Себастијан, који је завршио на 11 мјесту, у групи која је дошла на циљ 38 секунди иза Ремка Евенепула. До краја сезоне возио је класике у Италији, завршивши Копа Агостини на седмом, Ђиро дела’Емилију на 12 и Ђиро ди Ломбардију на 22 мјесту.
На почетку сезоне 2020. освојио је Трофео Лајгвеља класик, гдје је побиједио 32 секунде испред Бинијама Грмаја. Због пандемије ковида 19 у марту је прекинута читава сезона у бициклизму, а трке су или одложене или отказане. Након што се сезона наставила, у августу је возио Ђиру ди Ломбардију, коју је завршио на петом мјесту, минут и 40 секунди иза Јакоба Фуглсанга. У октобру је возио Ђиро д’Италију, гдје је радио за Винченца Нибалија, али је морао да напусти трку прије почетка хронометра на етапи 14 због бронхитиса.

### 2021.
Сезону 2021. почео је на Тур де ла Провенс трци, гдје је другу етапу завршио на другом мјесту у спринту, иза Давидеа Балеринија. У генералном пласману завршио је на 11 мјесту, минут иза Сосе. Почетком марта возио је Трофео Лајгвеља, који је завршио на петом мјесту, у петочланој групи која је дошла на циљ 39 секунди иза Баукеа Молеме.
У мају је возио Ђиро д’Италију, гдје је било планирано да ради за Нибалија. На деветој етапи, Бернал је напао у последњем километру, што је пратио само Чиконе, али је и он отпао и завршио је на другом мјесту, седам секунди иза, али је надокнадио вријеме у односу на друге возаче и дошао је на четврто мјесто у генералном пласману, 34 секунде иза Бернала. На етапи 11 вожене су секције калдрме које се возе на Страде Бјанкеу. Тимови ЕФ и Инеос су радили на челу групе, која се раздвојила на 8 km до циља и остало је 15 возача у групи, док је Чиконе остао у другој групи. Заостатак групе се до краја само повећавао и завршио је два минута иза Бернала, због чега је пао на осмо мјесто у генералном пласману. Циљ етапе 14 био је на успону Монте Зонколан дугом 14 km, са просјечним нагибом од 8,5% и максималним нагибом од 14%. Тим Инеос је возио на темпо током успона, а Евенепул је отпао у последња три километра, након чега је Сајмон Јејтс напао, што је једино Бернал пратио. Чиконе је постепено заостајао и завршио је у групи са Данијелом Мартинезом и Дамијаном Карузом, 35 секунди иза Бернала, али је завршио 50 секунди испред Евенепула и дошао је на седмо мјесто у генералном пласману. На етапи 16, Бернал је напао на 22 km до циља, што су пратили само Барде и Хју Карти, а Чиконе је радио у другој групи са Карузом. Бернал је напао поново на 20 km до циља, што нико није могао да прати, а затим је достигао све бјегунце и остварио соло побједу, док је Чиконе завршио на четвртом мјесту, минут и 18 секунди иза и дошао је на шесто мјесто у генералном пласману, четири минута и по минута иза Бернала. На етапи 17, пао је на спусту на око 30 km до циља, изгубио је осам минута и пао је на десето мјесто у генералном пласману, преко 11 минута иза Бернала. Пред почетак етапе 18 потписао се за старт, али су доктори накнадним прегледом утврдили да је превише ризично да настави да вози и напустио је трку. Након опоравка од пада, у јуну је возио Ла руте д’Окитаније, коју је завршио на петом мјесту у генералном пласману, скоро минут иза Антонија Педрера. Крајем јула је возио друмску трку на Олимпијским играма 2020. које су због пандемије ковида 19 помјерене за 2021. На 40 km до циља, на успону Микуни одвојила се група од 13 возача, што Чиконе није пратио и завршио је преко 11 минута иза Карапаза. Дана 31. јула возио је Класик Сан Себастијан, који је завршио на 14 мјесту, као последњи у групи која је на циљ дошла минут иза четворочлане групе коју је одспринтао Нилсон Паулес.
Крајем августа возио је Вуелта а Еспању по први пут у каријери. Хронометар на првој етапи завршио је на 44. мјесту, 27 секунди иза Роглича. Трећу етапу је завршио на десетом мјесту, у групи од седам возача који су дошли на циљ скоро два минута иза Рејна Тарамајеа и дошао је на осмо мјесто у генералном пласману, На шестој етапи отпао је након напада на успону у посљедњем километру и завршио је 25 секунди иза Роглича, заједно са Адамом Јејтсом и дошао је на седмо мјесто у генералном пласману, 58 секунди иза Роглича. На седмој етапи, Адам Јејтс је напао на последњем успону, што је пратило неколико возача, а Чиконе је отпао и завршио је у групи са Карапазом, Фабиом Аруом, Микелом Ландом и Гијомом Мартеном, 30 секунди иза групе у којој су били Јејтс и Роглич и пао је на 11 мјесто у генералном пласману. На деветој етапи, Јејтс је напао на 9 km до циља, што је пратио Мигел Анхел Лопез, а након што их је достигао и Сеп Кус, напао је поново. Након што су достигнути, напао је поново на 7 km до циља, што су пратили Роглич, Енрик Мас, Бернал и Лопез, а затим их је достигао и Карапаз, док је Чиконе отпао и завршио је минут иза Роглича и Маса, али је надокнадио вријеме у односу на друге возаче и дошао је на седмо мјесто у генералном пласману, два и по минута иза Роглича. На десетој етапи, на 14 km до циља, Роглич је напао, што нико није могао да прати. Мас је напао из друге групе, а пратили су га Лопез, Хејг и Кус док је Чиконе отпао и завршио је преко минут иза групе која је достигла Роглича након што је пао на спусту и поново је пао на 11 мјесто у генералном пласману. На етапи 11, у финишу посљедњег успона Роглич је напао и побиједио испред Маса, док је Чиконе завршио 23 секунде иза и пао је на 12 мјесто у генералном пласману, иза Власова. На етапи 14 Лопез је напао на 2 km до циља, а након што се Кус склонио са чела групе Роглич је напао, што су пратили Мас, Хејг и Бернал, док је Чиконе отпао и завршио је 16 секунди иза. На етапи 15, Јејтс је напао на 4 km до циља, што нико није пратио; Чиконе је одспринтао групу која је дошла на циљ скоро три минута иза бјегунаца и 15 секунди иза Јејтса. На етапи 17 је учествовао у великом паду на почетку етапе, наставио је да вози, али је на око 80 km до циља морао да напусти трку.

### 2022.
Сезону 2022. почео је на Вуелта а ла комунидад Валенсијана трци, гдје је на првој етапи, Евенепул напао на последњем успону и остварио соло побједу, док је Чиконе завршио минут и по иза. На трећој етапи, Алехандро Валверде је напао на 5  до циља, што су пратили Чиконе, Евенепул, Власов, Фуглсанг, Мас, Тунс и Карлос Родригез. Власов је напао на 1,5 km до циља, што нико није пратио и остварио је соло побједу, док је Чиконе завршио на седмом мјесту, 35 секунди иза и дошао је на осмо мјесто у генералном пласману. Последње двије етапе биле су спринтерске, вожене по равном и трку је завршио на осмом мјесту у генералном пласману, два минута иза Власова. Почетком марта возио је Тирено—Адријатико, гдје је хронометар на отварању завршио минут и 20 секунди иза Филипа Гане. На четвртој етапи, Тадеј Погачар је напао на последњем успону и остварио етапну побједу, док је Чиконе завршио на петом мјесту, пет секунди иза и дошао је на 22 мјесто у генералном пласману, минут и 20 секунди иза Погачара. На петој етапи, Евенепул је напао на 8 km до циља, што су пратили Погачар и Јонас Вингегор и завршили су заједно, док је Чиконе завршио седам секунди иза и дошао је на 18 мјесто у генералном пласману. На шестој етапи, Ланда је напао на последњем успону, на око 15  до циља, што су пратили Погачар, Вингегор и Мас, након чега је Погачар напао, што нико није могао да прати. Чиконе је завршио на осмом мјесту, два минута и 20 секунди иза Погачара и дошао је на десето мјесто у генералном пласману. Последња етапа је вожена по равном, није било промјена и завршио је на десетом мјесту у генералном пласману, четири минута иза Погачара.
У мају је возио Ђиро д’Италију, која је стартовала у Мађарској, гдје се на првој етапи у финишу одвојила група од осам возача, међу којима су били Карапаз, Келдерман и Билбао, који су завршили четири секунде испред групе. Хронометар на другој етапи завршио је 50 секунди иза Сајмона Јејтса, док је на деветој етапи отпао је на почетку успона Блокаус, на око 15  до циља и завршио је девет минута иза групе фаворита коју је одспринтао Џај Хиндли. На етапи 15 је отишао у бијег, одакле је напао на последњем успону, што су првобитно пратили Карти и Сантијаго Буитраго, али су отпали и Чиконе је побиједио минут и по испред Буитрага, остваривши трећу побједу на Ђиру. У бијег је ишао на још три етапе и завршио је на другом мјесту у брдској класификацији. У јулу је возио Тур де Франс, гдје је ишао у бијег на неколико етапа и завршио је на 58 мјесту у генералном пласману и на трећем мјесту у брдској класификацији, 11 поена иза Вингегора.
У финишу сезоне возио је класике, завршивши Ђиро ди Ломбардију на 15 мјесту, два минута иза Погачара, који је побиједио у спринту испред Маса, након што су напали на 19 km до циља.

### 2023.
Сезону 2023. је почео на Вуелта а ла комунидад Валенсијана трци, гдје је побиједио у спринту на другој етапи испред Пеља Билбаоа и преузео је лидерску мајицу. последњу, пету етапу, завршио је 20 секунди иза Руија Косте и трку је завршио на другом мјесту у генералном пласману, 16 секунди иза Косте, уз освојену класификацију по поенима. У марту је возио Тирено—Адријатико, гдје је хронометар на отварању завршио на 20 мјесту, минут иза Гане. На четвртој етапи, чији је циљ био на успону, на циљ је дошла група од 13 возача, Примож Роглич је побиједио у спринту, док је Чиконе завршио на 11 мјесту и дошао је на девето мјесто у генералном пласману, 26 секунди иза Ленарда Кемне. На петој етапи, због јаког темпа многи возачи су отпали из групе, а на посљедњем успону је напао Дамијано Карузо, на 5 km до циља и стекао је предност од 23 секунде. У посљедњем километру напали су Мас, Чиконе и Сантијаго Буитраго, који су достигли Каруза, а на 300 метара до циља група их је достигла све и у спринту је побиједио Роглич, док је Чиконе завршио на другом мјесту. На шестој етапи, сви бјегунци су достигнути на 5 km до циља, када је напао Ланда, а одмах су реаговали Жоао Алмеида, Роглич и Карти, након чега су их достигли и други возачи и пред посљедњи успон у групи је било 20 возача. На успону се одвојила група од пет возача, из које је у спринту побиједио Роглич, остваривши трећу побједу заредом, док је Чиконе завршио на шестом мјесту, три секунде иза и дошао је на пето мјесто у генералном пласману. Посљедња етапа била је спринтерска, на којој није било промјена и трку је завршио на петом мјесту у генералном пласману, 37 секунди иза Роглича.
Средином марта возио је Вуелта а Каталуњу. Циљ прве етапе био је на благом успону; на циљ је дошла група од 25 возача, Роглич је побиједио у спринту, док је Чиконе завршио на петом мјесту. Циљ друге етапе био је на успону Валтер 2000. На 6,4 km до циља, Естебан Чавез је напао и стекао је 33 секунде предности, док је Џек Хејг радио на челу у групи. На 2 km до циља, Ланда је напао из групе, што су пратили Евенепул и Роглич, а затим их је достигао и Чиконе. Ланда је отпао, а Чиконе, Роглич и Евенепул су достигли Чавеза на 600 метара до циља; Чавез није могао да их прати, а у спринту је побиједио Чиконе испред Роглича, остваривши прву побједу на некој ворлд тур трци ван Ђиро д’Италије. Захваљујући секундама бонификације дошао је на треће мјесто у генералном пласману, са истим временом као Евенепул, шест секунди иза Роглича. Он је одвезао успон за 31 минут и 51 секунду, чиме је поставио најбољи резултат на успону, срушивши рекорд Адама Јејтса за 17 секунди. На трећој етапи, Евенепул је напао на 5  до циља, што је пратио само Роглич, док је Чиконе радио у другој групи и завршио је на трећем мјесту, 13 секунди иза. На петој етапи, Евенепул је напао на посљедњем успону, што су пратили Роглич и Солер, док је Чиконе отпао и завршио је минут и по иза Роглича, а изгубио је вријеме и од других возача и пао је на седмо мјесто у генералном пласману, скоро два минута иза Роглича. На посљедњој, седмој етапи, Евенепул је напао на 28 km до циља, што су пратили само Роглич и Солер, који је отпао на успону Монжуик. Чиконе је радио у другој групи и завршио је на петом мјесту, 58 секунди иза Евенепула и Роглича и трку је завршио на седмом мјесту у генералном пласману, три минута иза Роглича. Сезону је наставио на Флеш Валону, гдје је Погачар напао на успону Мур де Иј у финишу, а затим су кренули Матијас Скјелмосе и Ланда, који нису могли да га достигну и Погачар је побиједио, док је Чиконе завршио на петом мјесту, завршивши иза Мајкла Вудса. Четири дана касније возио је Лијеж—Бастоњ—Лијеж, гдје је Евенепул напао на 30 km до циља. Бројни возачи су се груписали иза њега, Чиконе није могао да их прати и завршио је на 13 мјесту, скоро два минута иза Евенепула. У јуну је возио Критеријум ди Дофине, гдје је након три лакше етапе које су завршене групним спринтом, хронометар на четвртој етапи завршио на 45 мјесту, два минута и 42 секунде иза Микела Бјерга. На петој етапи, Карапаз је напао на успону Теси на 15 km до циља, што је пратио Вингегор, а затим и отишао од њега и остварио соло побједу, док је Чиконе завршио на 14 мјесту, у групи која је дошла на циљ 31 секунду иза и дошао је на 21 мјесто у генералном пласману, три минута иза Вингегора. На седмој етапи, чији је циљ био на успону Кол де ла кроа де Фер, Вингегор је напао на 5,3 km до циља, што нико није покушавао да прати. Чиконе је отпао и од других возача и завршио је на 22 мјесту, скоро три минута иза Вингегора. На посљедњој, осмој етапи, био је у бијегу, одакле је напао на успону Кол де ла Порте, што је пратио само Жилијен Алафилип, али је Чиконе напао поново на 3 km до циља и Алафилип је отпао. Побиједио је на етапи 23 секунде испред Вингегора који је достигао преостале бјегунце, а захваљујући сакупљеним бодовима на брдским циљевима, освојио је брдску класификацију два поена испред Виктора Кампенартса, након што је прије почетка етапе имао само 1 поен у класификацији.
У јулу је возио Тур де Франс, гдје је био лидер тима заједно са Мадсом Педерсеном. Прва етапа је вожена у Билбаоу, у Баскији. На последњем успону, Коте де Пике, одвојила се група од 14 возача, док је Чиконе остао у другој групи и завршио је 33 секунде иза Адама и Сајмона Јејтса, који су напали на спусту, као 20 секунди иза осталих возача из прве групе. На другој етапи се у одвојила група од 24 возача, који су завршили минут испред друге групе; Виктор Лафај је побиједио нападом у финишу, а Чиконе је завршио у првој групи и са 35 дошао је на 21 мјесто у генералном пласману. На петој етапи, отишао је у бијег заједно са још 30 возача, међу којима су били Ваут ван Арт, Педерсен, Ригоберто Уран, Феликс Гал, Алафилип и Хиндли. На успону Кол де Мари Бланк Хиндли и Гал су напали, а на 2 km до врха успона Гал је отпао и достигли су га Чиконе и Емануел Букман. Хиндли је остварио соло побједу и преузео жуту мајицу, док је Чиконе завршио на другом мјесту у спринту, испред Гала и Букмана, 32 секунде иза Хиндлија и дошао је на треће мјесто у генералном пласману, минут иза Хиндлија и 15 секунди иза Вингегора. На шестој етапи је вожен Кол ди Турмале, док је циљ био на успону прве категорије Котерет Камбаск, дугом 16 km. При врху Кол ди Турмалеа, на око 45 km до циља, Вингегор је напао, што је пратио само Погачар, док је Чиконе остао у групи, а затим је отпао и изгубио је десет минута. На етапи 14 је био у бијегу, узео је 20 бодова преко брдских циљева и достигнут је последњи од стране главне групе, на 58 km до циља и добио је награду за најагресивнијег возача на етапи. На етапи 15 је поново био у бијегу, гдје је Скјелмосе радио за њега на другом успону, који је прошао први и по броју поена у брдској класификацији изједначио се са Нилсоном Пауелсом, који није могао да прати темпо при врху и отпао је од прве групе. На успону треће категорије напао је Солер, а на спусту су га достигли Кристс Нејландс, Ван Арт и Ваут Пулс, док је Чиконе радио у другој групи, али је отпао од ње и етапу је завршио пет и по минута иза Пулса. По броју бодова се изједначио са Пауелсом на првом мјесту у брдској класификацији, али је преузео тачкасту мајицу за лидера, због бољих резултата на успонима. На етапи 17 у финишу је вожен брдски циљ екстра категорије Кол де ла Лоз, укупне дужине од 28,1 km, са највећим нагибом од 24%. На почетку етапе је отишао у бијег заједно са још четири возача, а затим их је достигло још око 20 возача, међу којима су били Сајмон Јејтс, Гал, Давид Году и Пељо Билбао. Узео је највише бодова на прва три брдска циља и повећао је предност у брдској класификацији на 30 бодова испред Пауелса. На успону Кол де ла Лоз, отпао је од бијега и завршио је преко 20 минута иза Гала, који је први прешао преко успона и дошао је на друго мјесто у брдској класификацији, шест бодова иза Чиконеа. На етапи 20, Кампенартс је отишао у бијег на почетку, али је достигнут током првог успона, а на 150 метара до врха Чиконе је напао са сувозачима како би узели бодове за брдску класификацију; Чиконе је прешао први преко успона, Скјелмосе други а Педерсен трећи и повећао је предност на 11 бодова испред Гала. Први је прешао и преко другог успона, а затим је отишао у бијег када се одвојио заједно са још десет возача, али је Пино напао на успону Пети Балон и први прешао преко врха. Група га је достигла прије краја последњег успона и завршио је скоро десет минута иза Погачара. На последњој, етапи 21, вожен је само један успон, преко којег је прошао први и освојио је брдску класификацију 14 бодова испред Гала, док је у генералном пласману завршио на 32 мјесту. У наставку сезоне возио је класике, завршивши Ђиро дел‘Емилију на осмом мјесту, 15 секунди иза Роглича, који је напао у последњем километру.

### 2024.
Почетком фебруара 2024. имао је операцију перинеалне цисте, због чега није тренирао ни возио бицикл четири недеље. Одлучено је да неће возити Ђиро д’Италију јер не може постићи потребну форму на вријеме, већ ће возити Тур де Франс и Вуелта а Еспању. Сезону је почео крајем априла, на Тур де Романди трци, коју је завршио на 35 мјесту у генералном пласману, 14 минута иза Карлоса Родригеза.

## Резултати на тркама

### Резултати на гранд тур тркама
| Гранд тур трке  | 2016. | 2017. | 2018. | 2019. | 2020. | 2021. | 2022. | 2023. | 2024. |
| --------------- | ----- | ----- | ----- | ----- | ----- | ----- | ----- | ----- | ----- |
| Ђиро д’Италија  |       | 95    | 40    | 16    |       |       | 25    | —     |       |
| Тур де Франс    | —     | —     | —     | 31    | —     | —     | 59    | 32    | 11    |
| Вуелта а Еспања | —     | —     | —     | —     | —     |       | —     | —     |       |

| — | Није учествовао |
|   | Није завршио    |